# Florica Duma
Florica Duma (n. 9 decembrie 1946, Cărănzel, Bihor – d. 9 mai 2017, Oradea) a fost o cântăreață română de muzică populară din zona Bihorului (Crișana).

## Biografie
Născută la 9 decembrie 1946, în Cărănzel, județul Bihor, Florica Duma a fost atrasă de mică de muzica populară, începând să cânte de la doar 9 ani. La vârsta de 12 ani a obținut primul ei premiu în cadrul unui concurs organizat la Ștei.
Ulterior, împreună cu ansamblurile artistice de amatori din Bihor a participat la multe turnee peste hotare, dar a avut și numeroase prezențe pe scenele din România, bucurându-se de succes.
În anii '80, a terminat Facultatea de Științe Economice la Universitatea din Timișoara. Apoi a profesat ca economist și s-a stabilit în Oradea, dar nu a rupt niciodată legătură cu zona natală.
Florica Duma și-a lansat primul disc în 1970, la vârsta de 24 de ani; au urmat alte cinci discuri înregistrate la Electrecord. De-a lungul timpului a cules și interpretat peste 150 de melodii populare autentice. A cultivat doina cea „tărăgănată”, dar și cântecele de joc, nuntă și jale. Veselia și stilul său inconfundabil cu triluri ce par să se substituie fluierului sau viorii a fost apreciat atât de public, cât și de specialiști. S-a spus despre ea că „a transformat chiuitul în artă”.
Cea mai cunoscută și apreciată melodie din repertoriul Floricăi Duma este "Lică Sămădău", inspirată din nuvela Moara cu noroc, scrisă de Ioan Slavici. Alte piese cunoscute din repertoriul ei sunt: "Descunună-mă părinte", "Arunca-m-aș arunca", "Lume, păcătoasă ești", "Măi bădiță, tu erai", "De-aș ști că mă duc în Rai", "Sus opincă dacă poți", "Fetele din Lăzăreni", "Spune-mi bade și te joară", "Dragostile cele mari", "Nici jendarii nu te leagă", "Am plecat cu clisa-n straiță", "Haida și mă ia la joc", "Ceasul", ”Trage mândră la teleagă”, "Te-oi crăpa lume cu dor" etc.
Artista spunea: „Prietenii mei sunt spectatorii. Pe scenă sunt în al nouălea cer. Publicul pentru mine este al doilea Dumnezeu”. Florica Duma, Florica Ungur și Florica Bradu erau cunoscute de iubitorii muzicii populare românești ca fiind „Cele trei Florici ale Bihorului”.
A decedat la 9 mai 2017, în vârstă de 70 de ani, din cauza unei boli nemiloase.

## Discografie
| Anul lansării | Titlul albumului                                               | propriu / colectiv | Melodii aflate în material discografic | Durata înregistrării | Orchestra | Casa de producție             | Număr de catalog    |
| ------------- | -------------------------------------------------------------- | ------------------ | --- | --- | --- | ----------------------------- | ------------------- |
| 1972          | Măi bădiță, tu erai                                            | propriu            | 1. Măi bădiță, tu erai 2. M-o cerut badea la jocu 3. Taie, bade, pădurea 4. Bat-o focu, cetera | 1. 2:30 2. 2:25 3. 2:55 4. 1:25 | Orchestra de muzică populară a Radioteleviziunii Dirijor: George Vancu Înregistrări Radio                    | Electrecord                   | 45-EPC 10.280       |
| 1975          | Fetele din Lăzăreni                                            | propriu            | 1. Fetele din Lăzăreni 2. Fecioru care-i fecior 3. Crâșmăriță, crâșmăriță 4. Cât oi trăi ș-oi fi fată 5. Ploaie, ploaie. ploaie mare 6. Dă cu cizma, bat-o pita 7. M-o făcut maica-n Bihor 8. Miercurea-i târg la Ceica 9. La Lupoaia-ntre hotare 10. Când aud că-i nuntă-n sat 11. De-aș ști că m-oi duce-n rai 12. Măi fată cu doi părinți | 1. 2:50 2. 2:30 3. 3:07 4. 3:00 5. 2:36 6. 2:16 7. 2:40 8. 1:57 9. 3:25 10. 3:08 11. 2:55 12. 3:14                                                                         | Orchestra George Vancu                                                                                       | Electrecord                   | STM-EPE 01102       |
| 1976          | Ensemble Folkloriques Crișana                                  | colectiv           | 3. Trăgănar-aș trăgăna | 2:40 | Orchestra ansamblului „Crișana” a Filarmonicii de Stat din Oradea Dirijor: Alexandru Viman                   | Electrecord                   | STM-EPE 01216       |
| 1977          | Mândră floare din Bihor                                        | propriu            | 1. Luni îi târgul din Oradea 2. Jucați picioare, jucați 3. Cine are mamă și tată 4. Gura mea-i pahar de iagă 5. Fericită-i măicuța 6. Fecioraș ca prin Drăgești 7. Mândră floare din Bihor 8. Dragă i-am fost eu badii 9. Măi bădiță, pup de floare 10. Faceți-mi loc, măi nuntași 11. Sapă, sapă, săpătoare 12. Haida și mă ia la joc | 2:25 3:13 2:18 3:25 3:07 3:17 3:30 2:25 2:36 3:05 2:45 4:25 | Orchestra George Vancu                                                                                       | Electrecord                   | STM-EPE 01369       |
| 1978          | Nuntă la români: Bihor                                         | colectiv           | 10c. Ia-ți mireasă ziua bună 11c. Faceți-mi oleacă loc | 1:40 2:30 | Orchestra „Crișana” din Oradea Dirijor: Gheorghe Rada                                                        | Electrecord                   | STM-EPE 01482/01483 |
| 1978          | Interpreți de muzică populară bihoreană                        | colectiv           | 11. Luni îi târgul din Oradea 12. Jucați picioare, jucați 13. Fecioraș ca prin Drăgești | 2:25 3:13 3:17 | Orchestra George Vancu                                                                                       | Electrecord                   | STC 0075            |
| 1980          | Interpreți bihoreni (3)                                        | colectiv           | 9. Luni îi târgul din Oradea 10. Jucați picioare, jucați 11. Cine are mamă și tată 12. Fecioraș ca prin Drăgești 13. Mândră floare din Bihor 14. Dragă i-am fost eu badii 15. Măi bădiță, pup de floare 16. Faceți-mi loc, măi nuntași | 2:25 3:13 2:18 3:17 3:30 2:25 2:36 3:05 | Orchestra George Vancu                                                                                       | Electrecord                   | STC 00162           |
| 1982          | Pe Dealul Bihării-n sus                                        | propriu            | 1. Mărie din Șiria 2. Bate vântul florile 3. Pe Dealul Bihării-n sus 4. Vai de mine, multe știu 5. Dalbă fată de măritu 6. Tot am băut câte-o țâră 7. Cântă, cântă, Crișule 8. Mândră floare-i norocul 9. Foaie roșie de sânge 10. Joacă bade, nu te face 11. Spune-mi bade și te joară 12. Ai lume și iar lume 13. Măi bădiță pentru tine | 2:26 2:41 3:43 1:51 2:24 3:25 2:08 2:40 2:20 1:16 2:51 3:43 2:50 | Orchestra George Vancu                                                                                       | Electrecord                   | ST-EPE 01962        |
| 1986          | Bade, cărările noastre                                         | propriu            | 1. Cine dragostea și-o lasă 2. Când treci bade pe la noi 3. Fetele de la Vașcău 4. Bade c-al meu nu mai vezi 5. Bade, cărările noastre 6. Ruptu-mi-s-o cizma mea 7. Spune-mi bade, când te-nsori 8. Pădurar cu clopul verde 9. M-o mânat maica la vie 10. Mare-i Crișul la Tinca 11. Satul meu, oamenii mei 12. Gorunul horit de jale | | Orchestra George Mițin Vărieșescu                                                                            | Electrecord                   | ST-EPE 03029        |
| 1987          | Jocuri populare românești - Danses de Roumanie                 | colectiv           | 6. Țura fetelor (Poarga) | 3:43 | Orchestra George Vancu                                                                                       | Electrecord                   | ST-CS 0206          |
| 1991          | Câtă dragoste-i în lume                                        | propriu            | 1. De m-ar fi făcut maica 2. De-aici până la Tinca 3. Dragostile cele mari 4. De-ar fi lumea de hârtie 5. Crișcă iadul și mă cere 6. Valea tună, valea sună 7. Lasă-mă, Doamne, să mor 8. Slobozi, Doamne, roada-n tenchiu 9. De la Ștei pân' la Băița 10. Ce mi-e mie drag pe lume 11. Câtă dragoste-i în lume 12. Mânce-te focul, pământ! | | Orchestra condusă de George Vancu                                                                            | Electrecord                   | ST-EPE 04023        |
| 2000          | La Oradea pe cetate                                            |                    | 1. Ciudă-i primarului 2. Nici jendarii nu te leagă 3. Câte flori îs în Bihor 4. Bună seara, bade, bună 5. Mărsăi în țară străină 6. Hai, maică, la irmaroc 7. La Oradea, pe cetate 8. Lică Sămădău 9. Bată-te nevoia, Gusti 10. Bihorule, măi Bihor 11. Mă jură neamțu sub cruce 12. Pe vârful Bitiului 13. Hai Mărie-n deal la vie 14. Hai, cică, cică 15. Nană Lină, Cătălină 16. Pică piatra pe Bihor 17. Io cu Văsălia nost' 18. La măicuța mea la cruce 19. Zi, șogore, nu te teme 20. La crâșmă, la făgădău                                          | | | Oltenia Star Music Production |                     |
| 2002          | Lică Sămădau, vol. 1 (reeditarea casetei ”La Oradea pe cetate” |                    | 19 | | | Oltenia Star Music Production | 0803                |
| 2004          | Lică Sămădau, vol. 2                                           |                    | 1. Ruptu-i podul la Tinca 2. Hai bădiță pân' la lemne 3. Tu Mărie, Măriuță 4. La birtul din Căvărani (Lică Sămădău) 5. Măicuță să nu mă dai 6. Bună dimineața, nană 7. Pădurarul din pădure 8. Ceasul 9. Trei copii am legănat 10. Muierea te face bogat și sărac 11. Fetele din Cărănzel 12. Crâșmăriță lată-n șele 13. Cântec de nuntă 14. Patru boi cu lanțu-n coarne 15. Sus opincă, dacă poți (Mi-am cumpărat opincuțe) 16. Fete când vă măritați 17. Banii mei din Timișoara 18. Trei feciori treceau pe Prut 19. Mori tu mândră, mori și mori       | 1. 3:10 2. 2:10 3. 1:45 4. 3:50 5. 1:55 6. 1:55 7. 2:05 8. 3:20 9. 2:10 10. 2:55 11. 2:20 12. 3:10 13. 2:40 14. 3:15 15. 3:50 16. 2:10 17. 2:40 18. 3:50 19. 4:55          | Gheorghe Căbuța ''Stângaciu'' (vioară, vioară cu goarnă) Cătălin Ardelean (acordeon, braci, contrabas, tobă) | Oltenia Star Music Production | 0890                |
| 2007          | Lume, păcătoasă ești                                           |                    | 1. Descunună-mă părinte 2. Fecioraș ca prin Drăgești 3. Doamne, să nu mă omori 4. De tri ori m-am însurat 5. Om bogat și om sărac 6. La bădița meu la poartă 7. Arunca-m-aș arunca 8. Bea Ioane și petrece 9. Lume, păcătoasă ești 10. Măi morare, măi crâșmare 11. Sâmbătă la mine-n sat 12. Ghiță, Gheorghe (Mândră floare-i norocul) 13. Cu bărbatul care-i câine 14. Pădurar cu clopul verde 15. Ei, hai nașule (nuntă) 16. Lică Sămădău 17. Dacă ai noroc și soartă 18. La crâșma mândrii-n pădure 19. Primărița satului 20. Nu mă bateți măi feciori | 1. 4:40 2. 3:40 3. 2:10 4. 1:55 5. 3:10 6. 2:35 7. 3:45 8. 3:05 9. 4:05 10. 4:55 11. 3:20 12. 2:50 13. 3:10 14. 1:50 15. 3:05 16. 4:20 17. 2:15 18. 2:55 19. 2:15 20. 3:40 | Dumitru ''Mitică'' Negrean (vioară, vioară cu goarnă, tobă) Cătălin Ardelean (braci, contrabas, acordeon)    | Oltenia Star Music Production |                     |
| 2011          | Te-oi crăpa lume cu dor                                        |                    | 1. Cine-a mere ginere 2. Măi șoferule frumos 3. Bine-i să fi măritată 4. Cântec de nuntă ca-n Bihor 5. Ce gândesc dușmanii mei 6. Lumea mă strigă tâlhar 7. Cobori Doamne pe pământ 8. Când mă duc la tine Floare-Nusca 9. Tulai, Doamne, Todoruț 10. Am plecaat cu clisa-n straiță 11. Așa-mi vine d-uneori (Doina lui Vasile Lucaciu) 12. Plângeți ochi și lăcrimați 13. Dragostile cele mari 14. Te-oi crăpa lume cu dor | | Horia Boncuț (orchestrație, sunet, mixaje) Gheorghe Căbuța ''Stângaciu'' (vioară, vioară cu goarnă)          | Costy de la Sighet            |                     |
| 2011          | Descunună-mă părinte                                           |                    | 1. Descunună-mă părinte 2. Sui-te mireasă-n car 3. Pălinca de Bihor 4. Bade la mă-ta nu-i plac 5. Patruzeci de primăveri 6. Fetele din Lăzăreni 7. Dacă ai bărbat frumos 8. Soacra cu nora se ceartă 9. Muiere nu mă certa 10. Gată maică straița 11. Bate toba, măi Vasile 12. Balada lui Gruia Novac 13. Cu straița am mers în lume 14. Așa-i mândra de roșie | | Horia Boncuț (orchestrație, sunet, mixaje) Gheorghe Căbuța ''Stângaciu'' (vioară, vioară cu goarnă)          | Costy de la Sighet            |                     |
| 2016          | Trage Mândră La Tileagă                                        |                    | 1. Trage mândră la tileagă 2. Pune Ana cheia-n cui 3. Inimă cu doi stăpâni 4. Bade-al meu cu păr cărunt 5. Nevastă de om bogat 6. Dacă-r câtă ploaie, ploaie 7. Măi șofer cu părul creț 8. Stau cu prietenii la masă 9. Nevastă plecată-n lume 10. Bea nănașu cu fina 11. Bată-vă focu bărbați 12. M-o făcut jendarii hoț 13. Când eram la maica-n sat 14. Nuntă ca la Binș 15. Lică Sămădău 16. Tinerel m-am însurat 17. Nici jendarii nu te leagă 18. Nuntă ca-n Bihor 19. Pădurea-i a domnilor 20. Nu-ți uita copile mama 21. Cu căciulile pe frunte    | | Gheorghe Căbuță ''Stângaciu'' (orchestrație, vioară, vioară cu goarnă) Horia Boncuț (sunet, mixaje)          | Costy de la Sighet            |                     |

De asemenea, artista deține un număr de aproximativ 33 de înregistrări păstrate în Fonoteca de Aur a Radioului, dar și un număr considerabil de înregistrări needitate pe albumele sale, deoarece artista era foarte pretențioasă cu ceea ce apărea pe un material discografic.